# Îles Salomon aux Jeux olympiques
Les Îles Salomon participent aux Jeux olympiques depuis 1984 et ont envoyé des athlètes à chaque jeux depuis cette date. Le pays n'a jamais participé aux Jeux d'hiver. 
Le pays n'a jamais remporté de médaille.
Le Comité national olympique salomonais a été créé en 1983 et a été reconnu par le Comité international olympique (CIO) la même année.